# Ракетоплан С-218
«Ракетоплан С-218» — науково-фантастичне оповідання українського письменника Володимира Владка. Вперше було надруковано 1930 року в журналі «Знання та праця» (Харків). У 1936 році його було передруковано у збірнику «Дванадцять оповідань».

## Сюжет
З сузір'я Скорпіона у напрямку Землі на великій швидкості рухалася комета. Її назвали кометою Гріверса, за прізвищем першовідкривача. Астроном прорахував, що комета близько пронесеться біля Землі, зірве її з місця в Сонячній системі і потягне за собою в невідомі космічні простори. Всесвітній конгрес порятунку Землі прийняв план інженера Андрєєва, який пропонував нейтралізувати силу притяжіння комети. Для цього запропонував використати ядерні бомби, заклавши їх у глибокі свердловини, розміщені трьома колами навкруг Південного полюса і вздовж Полярного кола.
Пілот ракетоплана С-218 Олексій Троянов перевіряє мережу електричних дротів, під'єднаних до бомб. За день до ймовірного зіткнення він отримав наказ забрати з островів Фолкленд французьку наукову експедицію з трьох чоловік. Повертатися він мав через Аргентину і Панаму до озера Мічиган, але через 1400 кілометрів ракетоплан був змушений приземлитися, його пошкодив уламок комети. Заряду акумулятора вистачило тільки для живлення радіоприймача, Троянов міг чути чужі повідомлення, проте був не в змозі відповісти.
Під час ядерного вибуху ракетоплан використали як підводний човен: хвиля від вибуху підхопила апарат і занесла далеко вглиб суходолу. Там екіпаж знайшла пошукова експедиція. Дорогою Троянов дізнався, що вибухи знищили Антарктиду, але зсунули Землю зі шляху комети. Проте комета забрала своїм тяжінням Місяць, який невдовзі назавжди зник із неба.